# Хури, Норма
Норма Хури (англ. Norma Khouri, род. 15 мая 1970, Амман), также известна как Норма Багаин (англ. Norma Bagain), Норма Толиопулос (англ. Norma Toliopoulos) и др. — американка иорданского происхождения, международная аферистка и мошенница на доверии.
Получила известность в 2002 году после написания автобиографической, как она утверждала, книги под названием «Запретная любовь» (англ. Forbidden Love). В книге Хури рассказывала о том, как её лучшая подруга Далия стала жертвой убийства чести в Иордании в 1990-х годах, чему Хури была свидетельницей. В 2004 году книга была объявлена мистификацией, так как в ней обнаружилось огромное количество фактических ошибок, сама Хури на момент «убийства» лучшей подруги в Иордании жила в США, а иорданские правозащитные организации не обнаружили ни одного убийства, которое подошло бы под описанные в книге Хури события. В 2007 году о Норме Хури и её книге был снят документальный фильм «Запретная ложь» (англ. Forbidden Lie$), получивший несколько наград на международных кинофестивалях.

## Начало аферы
Публичная карьера Нормы Хури началась около 2000 года, когда она связалась с Кристи Флетчер, профессиональным литературным агентом из Нью-Йорка, и предложила ей автобиографический роман. В нём Хури утверждала, что родилась и выросла в Аммане, столице Иордании, и рассказывала историю убийства чести, жертвой которого стала её лучшая подруга Далия в 1990-х годах. Согласно биографии Хури, она вместе с Далией держала парикмахерскую. Одним из клиентов парикмахерской был военный по имени Михаиль. Он ходил стричься к Далии, и она влюбилась в него. Некоторое время Далия и Михаиль встречались, тщательно скрываясь от родных и знакомых Далии, а Норма помогала влюблённым хранить тайну. Они не могли пожениться, так как Далия была мусульманкой, а Михаиль — христианином. В конце концов семья Далии узнала об их тайной связи, и отец зарезал её. Отца на короткое время арестовали, но шариатский суд быстро позволил ему выйти из тюрьмы под залог. После этого Хури, опасаясь, что и её убьют за пособничество роману Далии, с помощью Михаиля сбежала в Грецию и, сидя в интернет-кафе, написала книгу об убийстве Далии, чтобы привлечь внимание западной общественности к величайшей проблеме убийств чести в арабских странах.
Флетчер заинтересовалась книгой, и Хури выслала ей роман. Флетчер не стала проверять, правдива ли история Хури, и предложила книгу 16-ти издательствам по всему миру. Два издательства сделали попытку независимо оценить правдивость книги: Viacom в США и Transworld Publishers в Великобритании. Оба они не сумели раскрыть обман.
Полагая историю Хури истинной и считая, что она действительно женщина из глубоко патриархальной исламской страны, имеющая все основания опасаться за свою жизнь, издательство Random House в 2002 году поддержало петицию Хури на австралийскую визу в категории «Обладатель выдающегося таланта», дающую право на постоянное проживание в стране.
Хури получила визу и поселилась в Австралии на острове Бриби недалеко от Брисбена под именем Норма Альбакиин вместе с американцем по имени Джон Толиопулос и двумя детьми, мальчиком и девочкой.
Соседям и новым друзьям она объяснила, что Толиопулос — один из тех, кто помог ей бежать из Иордании, а дети — дети некой проститутки, которая сбежала и бросила их, когда им было три года.

## Первоначальный успех
После публикации книга Хури немедленно стала бестселлером в англоязычном мире.
Она вышла в удачное время — на волне террористических атак в США 11 сентября 2001 года западный мир был заинтересован в том, чтобы побольше узнать об арабской культуре и о её варварстве.
Кроме того, «Запретная любовь» хорошо вписалась в стереотипный западный дискурс о правах женщин в исламских странах, а форма подачи материала в виде свидетельства от первого лица затрудняла критику, так как правозащитный контекст по умолчанию предполагал доверие к свидетельствам жертв травматических событий.
У Хури сразу же нашлось огромное количество почитателей, в число которых попала и Элизабет Чейни, дочь тогдашнего американского вице-президента Дика Чейни.
По всему миру на 2004 год было продано более 300 000 копий «Запретной любви».
Лучше всего книга продалась в Австралии.
Австралийцы проголосовали за внесение «Запретной любви» в список сотни лучших книг всех времён и народов — на 55-м месте.
Хури давала интервью, участвовала в книжных ярмарках и разъезжала со своей историей по миру, появляясь в телепередачах и демонстрируя всем желающим кольцо, которое она называла кольцом помолвки зарезанной Далии.
Планировалось к выходу продолжение книги под названием «Дело чести» (A Matter of Honor), в котором описывались «первые» впечатления Хури от свободной жизни в Греции, Австралии и США.

## Попытки разоблачения
Практически сразу же после выхода книги начали появляться серьёзные вопросы к её содержанию, которое, казалось, выдавало крайне слабое знакомство автора с реалиями жизни в Иордании и даже с её географией.
Сама Хури тоже вызывала некоторое удивление у общавшихся с ней людей тем, что она, прожив около 25 лет в Иордании, бойко объяснялась на замечательном английском с явным американским акцентом, а на арабском разговаривала плохо.
Тем не менее, на Западе большинство читателей сочло историю Хури подлинной.

### Иордания
Первыми насторожились иорданцы. Хури для пущей достоверности поместила в конце своей книги список контактов в Иордании и призвала своих читателей писать указанным людям с требованием немедленно принять меры для прекращения убийств чести в стране. В список попал адрес электронной почты Раны Хуссейни, известной журналистки из газеты Jordan Times. Когда на электронную почту Хуссейни хлынул поток агрессивных писем от неравнодушных читателей, она узнала о книге Хури — и книга ей не понравилась. Вместе с Амаль ас-Саббах, руководительницей иорданской правозащитной группы, Хуссейни устроила расследование и составила список содержавшихся там фактических ошибок из 73 пунктов.
Так, например, в «Запретной любви» утверждалось, что Иордания граничит с Египтом, Ливаном и Кувейтом (не граничит), и что в былые времена воды реки Иордан докатывались до Аммана (не докатывались). Далее выяснилось, что в Иордании незаконно создание парикмахерских, в которых женщины стригут волосы мужчинам, и таким образом встреча Михаиля с Далией, которая стригла его, не могла произойти. Иорданский шариатский суд не рассматривает убийства чести, так что отец Далии не мог попасть в руки шариатского суда. Убийцам не предлагается залог, следовательно, отец Далии не мог выйти под залог. Кроме того, в книге нашлось много анахронизмов: персонажи в книге расплачивались купюрами и курили сигареты, которых не существовало в Иордании 1990-х годов, и упоминали отель, который тогда ещё не был построен. Эти нестыковки ставили под сомнение реальность описанных в книге Хури событий. К тому же правозащитная организация Саббах прицельно занималась отслеживанием убийств чести в стране — и несмотря на это ни Саббах, ни её коллеги не могли подыскать ни одного убийства, подходившего под «Запретную любовь».
Хуссейни и Саббах пришли к выводу, что Хури обманщица, и выслали список ошибок американскому и австралийскому издательствам, выпустившим книгу Хури. Австралийское издательство встало на сторону Хури и заявило, что та намеренно изменила в книге некоторые имена и детали, чтобы защититься от преследований. Однако Хуссейни и Саббах воспринимали Хури как наглую врунью и предательницу, оскорблявшую своей книгой Иорданию и иорданских женщин и провоцировавшую западную публику смотреть на арабский мир свысока. Отказ издательства призвать её к ответу привёл к тому, что Саббах самостоятельно стала искать официальные данные о Хури и выяснила, что та, вопреки утверждениям, не бежала из Иордании около 2000 года. Напротив, в ноябре 2000 года она на короткое время въехала в Иорданию, причём по американскому паспорту.

### Австралия
К этому времени на Норму Хури обратил внимание редактор австралийской газеты The Sydney Morning Herald Малкольм Нокс. Он потратил 18 месяцев на расследование и с помощью журналистки Кэролайн Оверингтон обнаружил, что Норма Хури, представлявшаяся публике одинокой иорданской женщиной, на самом деле прожила 27 лет в США, что там она известна под именем Норма Багаин Толиопулос, что она не только замужем за своим «помощником» Джоном Толиопулосом, но и мать обоих «проституткиных» детей.
Нокс съездил в США и лично переговорил с семьёй и соседями Хури, которые сообщили, что Хури внезапно уехала из Чикаго в 1999 году, оборвав связи с ними, и что о ней ничего не было слышно вплоть до выхода книги.
Согласно восстановленной Ноксом биографии Хури, она родилась 15 мая 1970 года в Аммане и была старшей дочерью механика Маджида Багаина и его жены Асмы. В 1973 году Маджид с Асмой и Нормой переехали в США; таким образом, Хури жила в этой стране с трёхлетнего возраста. У Маджида и Асмы было ещё четверо детей кроме Хури: Диана, Рита, Майкл и Уильям. В 1986 году родители Хури расстались, но официально не развелись (это произошло в 1994 году). Маджид уехал обратно в Иорданию, а Асма с детьми осталась в Америке, где работала медсестрой. Всё это время Хури жила в Чикаго. 27 ноября 1993 года (издание Chicago Tribune указывало 1989 год) она вышла замуж за Джона Толиопулоса, грека по происхождению, от которого родила в 1991 году дочь Зои и в 1993 году сына Кристофера.
Брат Хури — Майкл, получил тюремный срок за наркотики.
Уильяму дали условный срок за владение огнестрельным оружием без лицензии.
Братом Джона Толиопулоса Стивом интересовалось Бюро алкоголя, табака, огнестрельного оружия и взрывчатых веществ по поводу подозрительного пожара в химчистке, которой владела свекровь Хури.
Хури и Толиопулос подозревались в целой цепочке мошенничеств в сфере недвижимости.
Так, в 1994 году, воспользовавшись тем, что её соседка Мэри Баравикас, состарившись, впала в маразм, Хури сумела переписать её дом на себя и немедленно взяла кредит под залог этого дома.
Кредит она выплачивать не стала, поэтому банк отобрал у Баравикас дом.
Кроме того, Хури соорудила поддельную доверенность на себя от имени соседки и украла у неё облигаций на сумму более 400 000 долларов.
Соседка закончила жизнь без денег в государственном доме престарелых.
В 1998 году у Хури был привод в полицию за избиение свекрови.
В 1999 году Хури пыталась провернуть схему, отработанную на доме Баравикас, с домом своей собственной матери Асмы, но той удалось сохранить дом за собой.
В том же году Хури выманила деньги у жителя Чикаго Джона Клостеридеса, которому заявила, что она является арабской принцессой, и что у неё много домов в США.
Она потребовала у Клостеридеса 40 000 долларов, чтобы перевести один из домов на своё имя: якобы так её муж в случае развода не сможет отобрать этот дом.
Хури обещала Клостеридесу, что после этого они вместе будут жить в этом доме долго и счастливо.
Клостеридес отдал требуемую сумму, но Хури отказалась показать ему дом.
Когда же Клостеридес сам пошёл посмотреть на дом, то обнаружил, что в нём живёт старая Мэри Баравикас.
Примерно в это время Хури и Толиопулосом заинтересовалось ФБР, заподозрив их в махинациях с недвижимостью.
Они уехали из США в 1999 году именно для того, чтобы избежать возможных расследований и допросов.

## Разоблачение
24 июля 2004 года в газете The Sydney Morning Herald вышла разгромная статья Малкольма Нокса, где описывалась реальная биография Хури.
Однако мошенница отнюдь не признала поражение.
Напротив, все попытки разоблачения она встречала яростными утверждениями, что её история правдива, что её бедную подругу Далию действительно убили, и что она просто поменяла некоторые данные в книге, чтобы защитить себя и главных действующих лиц.
Вопросы к Хури возникали и до статьи Нокса, но на каждый вопрос она с молниеносной быстротой подыскивала объяснение.
Например, когда её спросили, почему у неё такой подозрительно хороший английский, она без колебаний заявила, что ходила в американскую школу в Аммане.
А когда Нокс лично позвонил в австралийское издательство Random House и в телефонном разговоре с Хури предъявил ей неоспоримые свидетельства наличия у неё американского паспорта и мужа (сведения о муже он почерпнул из американских публичных реестров владельцев домов и автомобилей), Хури заявила, что никогда не была замужем и до выхода своей книги не бывала в Америке, а все документы и реестровые записи сфальсифицированы.
Якобы её друзья, в том числе возлюбленный Далии Михаиль, подделали документы, чтобы предъявить иорданскому правительству свидетельства того, что Хури замужем за иностранцем.
Это позволило ей получить документы для побега из Иордании, не уведомляя семью, так как Хури опасалась за свою жизнь.
Спустя два дня после выхода статьи Нокса издательство Random House, ранее неизменно встававшее на сторону Хури, оказалось не в силах игнорировать развернувшийся скандал.
Оно отозвало «Запретную любовь» из магазинов и потребовало от Хури в течение нескольких недель собрать доказательства правдивости её истории.
Хури с большим энтузиазмом пообещала предоставить таковые, после чего тайно уехала из Австралии, бросив детей на попечение подруги.
Доказательств издательство так и не дождалось.
Подруга, тоже не дождавшись весточки от Хури, через два месяца после её отъезда обратилась в американское консульство с просьбой забрать от неё детей и отправить их в Америку к матери.
Журналисты ожидали, что австралийская служба иммиграции начнёт расследование в отношении Хури и Толиопулоса из-за нарушения иммиграционных законов, так как выходило, что они соврали при подаче петиции на визу, однако служба иммиграции отказалась преследовать Хури и пересматривать её дело. Впрочем, к тому времени, как об этом было объявлено, Хури уже покинула страну. Толиопулос же остался в Австралии и по состоянию на 2007 год продолжал жить там в статусе «супруга обладательницы выдающегося таланта».
Через год после выхода статей, обвиняющих её во лжи, Хури повторно обратилась к нескольким издательствам с просьбой переиздать «Запретную любовь» с небольшим добавлением, в котором повторялся её старый аргумент о намеренном искажении подробностей с целью защиты. Ни одно издательство не согласилось переиздавать опальную книгу.

## Документальный фильм
В 2007 году режиссёр Анна Бройновски сняла документальный фильм о Хури под названием «Запретная ложь» (Forbidden Lie$).
Вначале Бройновски хотела помочь писательнице восстановить её доброе имя, так как Хури заверила Бройновски, что, оказавшись в Иордании, она без труда предоставит все необходимые доказательства истинности своей истории.
Однако как только съёмочная группа приехала в Иорданию, выяснилось, что никто в Аммане никогда не знал ни Хури, ни Далию, ни их парикмахерскую, что улицы и районы Аммана расположены не так, как описывала Хури, и что иорданские чиновники не могут найти в книгах регистрации смертей ни одного убийства, похожего на убийство Далии.
Тогда Хури заявила, что Далию на самом деле звали Гада М. — о ней также не нашлось информации.
Хури продолжала настаивать, что убийство в самом деле произошло, только не в Аммане, а в Ирбиде, и не в 1990-х, а в 2001 году (то есть уже после написания большей части книги), поэтому амманские чиновники и не смогли найти записей о нём.
В конце концов она заявила, что Бройновски сама виновата, потому что снимала уличные указатели в Иордании, а ведь это может выдать Хури её преследователям, — вот Хури и не доверяет съёмочной группе, поэтому и не рассказывает, как на самом деле звали убитую девушку и когда и где произошло убийство.
Бройновски поняла, что Хури в очередной раз морочит ей голову, но продолжила съёмки — и фильм получился не о восстановлении чести писательницы, а о патологической лгунье.
Будучи в Иордании, Хури встретилась с отцом, который заявил, что очень любит свою дочь, и в её книге всё правда.
В финале фильма, после возвращения из Иордании, Хури заявила, что отец в детстве насиловал её, муж во время брака избивал, и выразила желание стать адвокатом, чтобы помогать жертвам насилия.

### Награды

#### 2007 год
- премия в номинации «Лучший неигровой фильм» от Австралийской ассоциации кинокритиков[англ.][28].
- премия Cult в номинации «Неигровой фильм» на II Римском кинофестивале[29].
- премия Австралийской академии кинематографа и телевидения за лучший документальный фильм и лучший монтаж в документальном фильме[29].

#### 2008 год
- приз в номинации «Лучший неигровой фильм», а также «Специальный приз Гильдии киноведов и кинокритиков России» на фестивале «Золотой минбар»[30].
- золотая награда в категории «Длинный фильм» на Международном фестивале документальных фильмов Аль-Джазиры[англ.][31].
- приз за лучший сценарий документального фильма от Гильдии сценаристов США[32].
- специальный приз жюри за лучший документальный фильм на Международном кинофестивале в Сан-Франциско[33].
- литературная награда премьера Нового Южного Уэльса[англ.] за лучший сценарий[29].
- приз Кружка кинокритиков Австралии в номинации «Лучший документальный фильм»[34].

## Список переводов книги
- Оригинал (английский):
  - Norma Khouri. Forbidden Love: A Harrowing True Story of Love and Revenge in Jordan. — Sydney: Bantam Books, 2003. — ISBN 9781863253482.
  - Norma Khouri. Honor Lost: Love And Death In Modern Day Jordan. — Atria Books, 2003. — ISBN 9780743448789.
- Арабский: نورما خوري. شرف ضائع : الحب والموت في الأردن. — دمشق: قدمس للنشر والتوزيع, 2004.
- Болгарский: Норма Хури. Поругана чест. — София: Емас, 2005. — ISBN 9548793822.
- Голландский: Norma Khouri. Ferboden liefde: De eremoord op mijn hartsvriendin Dalia / Vertaald door Wim Scherpenisse. — Uitgeverij Arena, 2002. — ISBN 9789069744469.
- Датский: Norma Khouri. Forbudt kærlighed / Översättare: Sture Jensen. — Lademann, 2003. — ISBN 9788715104831.
- Испанский: Norma Khouri. Honor perdido: Una historia verdadera de amor y de muerte en Jordania. — Barcelona: Plaza & Janes, 2004. — ISBN 9788401305313.
- Итальянский: Norma Khouri. L' amore ucciso: Un delitto d'onore nella Giordania di oggi. — Mondadori, 2003. — ISBN 9788804504528.
- Немецкий: Norma Khouri. Du fehlst mir, meine Schwester. — Wunderlich im Rowohlt, 2003. — ISBN 9783805207386.
- Польский: Norma Khouri. Utracony honor / Tłumaczenie: Piotr Amsterdamski. — Albatros, 2005. — ISBN 9788373592155.
- Сингальский: Norma Khouri. දයාබර ඩාලියා / перевод: දිලීප ජයකොඩි. — පහන් ප්‍රකාශකයෝ. — ISBN 9789558033968.
- Тайский: Norma Khouri. รักต้องห้าม / แปลโดย : โรจนา นาเจริญ. — กรุงเทพฯ: สำนักพิมพ์มติชน, 2004. — ISBN 9743231307.
- Финский: Norma Khouri. Kunniamurha: rakkaus ja kuolema nykypäivän Jordaniassa. — WSOY, 2003. — ISBN 9789510278420.
- Французский: Norma Khouri. Pour l'honneur de Dalia. — JC Lattès, 2002. — ISBN 9782709624428.
- Шведский: Norma Khouri. Förlorad heder: En sann berättelse om hedersmord, kärlek och vänskap / Översättare: Eva Mazetti-Nissen. — Stockholm: Prisma, 2003. — ISBN 9789151840239.
- Эстонский: Norma Khouri. Kaotatud au: Armastus ja surm tänapäeva Jordaanias / Tõlkinud: Karin Suursalu. — Sinisukk, 2003. — ISBN 9985736729.

## Комментарии
1. ↑  В иорданском загранпаспорте её имя было записано как Норма Маджид (Хури Михаиль) аль-Бакаиин (араб. نورما ماجد (خوري ميخائيل) البقاعين‎) и транслитерировано в латиницу как Norma Majed (Khouri Michael) Albqa'een[2].
2. ↑  Здесь и далее до конца абзаца приведены данные из книги Хури